# Guttersrud Station
Guttersrud Station (Guttersrud stasjon eller Guttersrud holdeplass) var en jernbanestation, der lå i Guttersrud i Fet kommune på Kongsvingerbanen i Norge. Stationen blev oprettet som trinbræt mellem Fetsund og Sørumsand i 1932. Den var i brug indtil begyndelsen af 2001’erne men blev nedlagt i forbindelse med anlæggelse af Roven krydsningsspor lige syd for den. Stationen bestod af et spor med en perron og læskur af træ.
Under den tyske besættelse af Norge angreb et allieret fly af ukendte årsager et persontog ved Guttersrud 29. september 1944. En passager blev dræbt, mens flere andre blev såret. Toget fik også flere skader men kunne dog efterfølgende med lav hastighed transportere en hårdt såret til Sørumsand for lægebehandling og videre transport til Rikshospitalet.